# كودي كروبر
كودي كروبر (بالإنجليزية: Cody Cropper) هو لاعب كرة قدم أمريكي وبريطاني في مركز حراسة المرمى، ولد في 16 فبراير 1993 في أتلانتا في الولايات المتحدة. شارك مع منتخب الولايات المتحدة تحت 20 سنة لكرة القدم ومنتخب الولايات المتحدة تحت 23 سنة لكرة القدم. أما مع النوادي، فقد لعب مع ميلتون كينز دونز ونادي ساوثهامبتون ونيو إنجلاند ريفولوشن.

## وصلات خارجية
- كودي كروبر على موقع الاتحاد الدولي (مؤرشف)  (الإنجليزية)
- كودي كروبر على موقع الدوري الأمريكي (الإنجليزية)
- كودي كروبر على موقع قاعدة بيانات كرة القدم.إي يو (الإنجليزية)
- كودي كروبر على موقع Soccerbase.com (لاعب) (الإنجليزية)
- كودي كروبر على موقع Soccerway.com (الإنجليزية)
- كودي كروبر على موقع عالم كرة القدم.نت (الإنجليزية)
- كودي كروبر على موقع AS.com (الإسبانية)